# Elvira García av Kastilien
Elvira García av Kastilien, född 978, död 1017, var drottning och sedan regent i kungariket León mellan 999 och 1008 som förmyndare för sin son Alfons V av León.
Hon var dotter till greve García Fernández av Kastilien och Ava av Ribagorça. Hon gifte sig 991 med Bermudo II av León. 
Hennes make avled 999 och efterträddes av sin son Alfons V, som var fem år gammal och behövde en förmyndarregent. Hon utsågs då till regent i samregering med sin sons guvernör greve Menendo González. Hon utmanade förgäves Menendo González om makten, men konflikten slutade med att de 1004 gick med på att samarbeta. Kungen blev myndig 1008. 
Hon lämnade sin sons hov när en konflikt inträdde mellan Leon och Kastilien 1014.    